# Aldeaseca de la Frontera
Aldeaseca de la Frontera es un municipio y localidad española de la provincia de Salamanca, en la comunidad autónoma de Castilla y León. Se integra dentro de la comarca de la Tierra de Peñaranda. Pertenece al partido judicial de Peñaranda y a la Mancomunidad de Peñaranda.
Su término municipal está formado por un solo núcleo de población, ocupa una superficie total de 24,30 km² y según los datos demográficos recogidos en el padrón municipal elaborado por el INE en el año 2017, cuenta con una población de 280 habitantes.

## Etimología
Toma la denominación "de la Frontera" por situarse en la frontera histórica entre los reinos de León y Castilla, estando ubicada la localidad en territorio leonés.

## Historia
Su fundación se remonta a la repoblación efectuada por los reyes de León en la Edad Media, quedando integrado en el cuarto de Villoria, dentro de la jurisdicción de Salamanca y el Reino de León. Con la creación de las actuales provincias en 1833, Aldeaseca de la Frontera quedó encuadrado en la provincia de Salamanca, dentro de la Región Leonesa, formando parte del partido de Peñaranda de Bracamonte.

## Geografía humana

### Demografía
Cuenta con una población de 248 habitantes (INE 2024).
| Gráfica de evolución demográfica de Aldeaseca de la Frontera entre 1842 y 2021                                        |
| |
| Población de derecho según los censos de población del INE. Población de hecho según los censos de población del INE. |

## Monumentos y lugares de interés

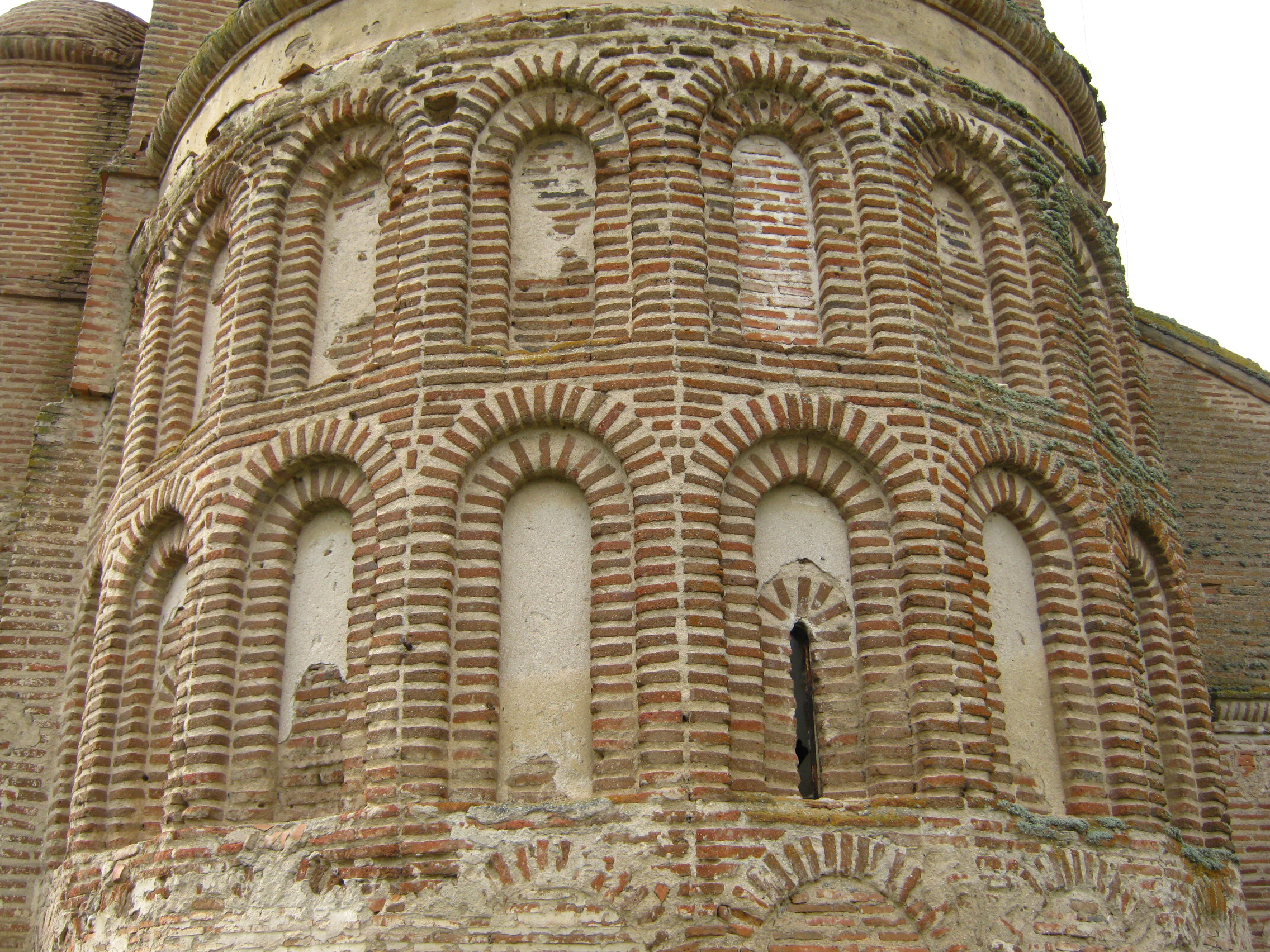
Ábside de la iglesia.

- La Iglesia de La Asunción, de estilo románico-mudéjar, consta de tres naves separadas por arcos formeros. Destaca en la misma el ábside, decorado con dos filas de arcos ciegos superpuestos, sobre un zócalo macizo. La torre fue erigida en el siglo XVI. En su interior cabe señalar el púlpito (del siglo XV) y el retablo (de estilo barroco).
- El Yacimiento de Tordillos es un yacimiento arqueológico de la Edad del Bronce, situado en el páramo de Tordillos, dentro del término municipal de Aldeaseca. En las excavaciones que se han realizado en el mismo han aparecido vasijas, utensilios metálicos, una rueda de molino de época romana, así como huesos humanos.

## Cultura

### Fiestas
Las fiestas patronales son el 15 de mayo, San Isidro Labrador, patrón de muchos de sus habitantes ya que la mayoría son agricultores, en estas fiestas es tradición la puesta del Mayo por los jóvenes quintos que cumplen mayoría de edad ese año; 15 de agosto Nuestra Señora de la Asunción.

## Administración y política
| Partido político                         | 2019  | 2019  | 2019       | 2015  | 2015  | 2015       | 2011  | 2011  | 2011       | 2007  | 2007  | 2007       | 2003  | 2003  | 2003       |
| Partido político                         | %     | Votos | Concejales | %     | Votos | Concejales | %     | Votos | Concejales | %     | Votos | Concejales | %     | Votos | Concejales |
| Partido Popular (PP)                     | 77,32 | 150   | 6          | 66,08 | 150   | 5          | 63,79 | 148   | 5          | 58,82 | 150   | 4          | 72,73 | 192   | 5          |
| Partido Socialista Obrero Español (PSOE) | 21,13 | 41    | 1          | 31,72 | 72    | 2          | 35,78 | 83    | 2          | 38,82 | 99    | 3          | 26,14 | 69    | 2          |